# Baljuwschap Kennemerland
Het Baljuwschap Kennemerland werd omstreeks 1249 ingesteld door graaf Floris V van Holland als onderdeel van het graafschap Holland en omvatte circa 20 heerlijkheden. De baljuw werd door de graaf van Holland aangesteld.
- schoutambt Aalsmeer
- schoutambt Spaarndam
- ambacht Akersloot en de Woude
- ambacht Bennebroek
- ambacht Berkenrode
- ambacht Castricum
- ambacht Groet
- ambacht Heemskerk
- ambacht Heemstede
- ambacht Heilo en Oesdom
- ambacht Hogerwoerd
- ambacht Jisp, bestaande uit Jisp en Starnmeer onder Jisp
- ambacht Limmen
- ambacht Nieuwerkerk, Zuid-Schalkwijk en Vijfhuizen
- ambacht Oostzaan, bestaande uit Oostzaan en Oost-Zaandam
- ambacht Rietwijk en Rietwijkeroord
- ambacht Schotervlieland
- ambacht Schoterbos
- ambacht Sloten, Sloterdijk, Osdorp, de Vrije Geer en de Vrije Ambachten, bestaande uit 
  - gerecht Sloten en Sloterdijk
  - gerecht Osdorp
  - gerecht Vrije Geer
  - Vrije Ambachten, bestaande uit
    - gerecht Houtrijk
    - gerecht Polanen
    - gerecht Raasdorp
- ambacht Uitgeest en Marken-Binnen, bestaande uit die 2
- ambacht Wormer, bestaande uit Wormer, Oostknollendam, Schaalsmeer en het Starnmeer onder Wormer
- ambacht Zaanen